# Ssssh
| Оценки критиков | Оценки критиков |
| Источник        | Оценка          |
| --------------- | --------------- |
| AllMusic        | [ 1 ]           |

Ssssh — третий студийный альбом британской блюз-роковой группы Ten Years After, выпущенный в 1969 году на лейбле Deram Records. Пластинка достигла 20-го места в американском чарте Billboard 200 и 4-го места в чартах Великобритании.

## Список композиций
Слова и музыка всех песен — Элвина Ли, кроме отмеченной.
| №  | Название                                                 | Длительность |
| -- | -------------------------------------------------------- | ------------ |
| 1. | «Bad Scene»                                              | 3:20         |
| 2. | «Two Time Mama»                                          | 2:05         |
| 3. | «Stoned Woman»                                           | 3:25         |
| 4. | «Good Morning Little Schoolgirl» (Сонни Бой Уильямсон I) | 6:34         |

| №  | Название                                   | Длительность |
| -- | ------------------------------------------ | ------------ |
| 1. | «If You Should Love Me»                    | 5:25         |
| 2. | «I Don’t Know That You Don’t Know My Name» | 1:56         |
| 3. | «The Stomp»                                | 4:34         |
| 4. | «I Woke Up This Morning»                   | 5:21         |

## Участники записи
- Элвин Ли — вокал, гитара
- Лео Лайонс[англ.] — бас-гитара
- Чик Черчилл[англ.] — орган
- Рик Ли[англ.] — ударные

## Позиция в чартах по странам
| Страна         | Позиция |
| -------------- | ------- |
| Великобритания | 4       |
| Германия       | 6       |
| Норвегия       | 16      |
| Канада         | 17      |
| США            | 20      |